# Білоцерківський гуманітарно-педагогічний коледж
Білоцерківський гуманітарно-педагогічний коледж — навчальний заклад І-ІІ ступенів акредитації державної форми власності у Білій Церкві, створений у 1985 році.

## Керівництво
Ружицький Валерій Андрійович  — директор коледжу, викладач-методист, відмінник освіти України.

## Освітня діяльність
Коледж здійснює підготовку фахівців освітньо-кваліфікаційного рівня молодшого спеціаліста на базі повної та базової загальної середньої освіти.
У коледжі готують фахівців за спеціальностями:
| № п/п | Назва спеціальності                   | Предмет діяльності |
| ----- | ------------------------------------- | --- |
| 1.    | Початкова освіта (англійська мова)    | вчитель англійської мови в початкових класах, який має теоретико-лінгвістичну та методичну підготовку в обсязі, необхідному для вирішення практичних та навчально-методичних завдань у педагогічній діяльності |
| 2.    | Початкова освіта (основи інформатики) | вчитель основ інформатики в початкових класах, підготовлений до організації та керівництва процесом вивчення предмета «Сходинки до інформатики» в 2 — 4 класах загальноосвітніх навчальних закладів            |

## Випуснкики
- Полуцький Олександр Володимирович (1977—2016) — солдат Збройних сил України, учасник російсько-української війни.